# Déconsommation
 (mai 2017).
Si vous disposez d'ouvrages ou d'articles de référence ou si vous connaissez des sites web de qualité traitant du thème abordé ici, merci de compléter l'article en donnant les références utiles à sa vérifiabilité et en les liant à la section « Notes et références ».
La déconsommation est un concept décrivant une diminution du consumérisme. La déconsommation peut résulter d'une volonté de limiter le réchauffement climatique, d'une évolution comportementale des consommateurs dans un contexte de raréfaction des ressources, d'une volonté de diminuer la pollution, voire d'un souhait de décroissance. Elle peut également s'inscrire dans le cadre d'une démarche de sobriété volontaire visant à vivre de manière plus heureuse, récentré sur des valeurs jugées comme essentielles ou encore en adoptant un mode de vie perçu comme plus sain. 
La déconsommation concerne en particulier les produits perçus comme non essentiels, nuisibles à la santé, nuisibles à l'environnement, non durables ou non éthiques. Les produits les plus concernés sont ainsi les aliments industriels, la viande rouge, les boissons alcoolisées, les aliments ultra-transformés, l'eau potable, les biens de consommation, l'énergie produite par des ressources naturelles non renouvelables et les biens ou services utilisant ces énergies.

## Historique
La notion de déconsommation est l'une des alternatives nées de la critique de la société de consommation que certains font remonter à l'antiquité (thème fréquent dans les fondamentaux de nombreuses grandes religions) aux utopistes ou plus récemment aux théories de Karl Marx.
On parle de déconsommation notamment dans certains scénarios prospectifs ou dans les mouvances altermondialistes qui promeuvent une convivialité sobre et heureuse, ou une décroissance soutenable.
La déconsommation peut encore se situer dans une économie de marché ; il ne s'agit pas d'anticonsommation mais généralement d'un souci de limiter le gaspillage et la démesure, et de mieux répondre aux besoins vitaux de tous et chacun, pour des raisons altruistes et éthiques, pour un développement « soutenable » ou pour des raisons de rationalisation du développement pour qu'il soit « durable ». Elle peut s'appuyer sur une économie de service ou de fonctionnalité (qui passe par exemple par la mutualisation de biens, la location d'un service plutôt que d'un objet, ce qui conduit les fabricants — dans leur intérêt — à mettre sur le marché des objets plus solides et durables).

## Formes de déconsommation
Les formes de déconsommation sont variées, y compris dans leurs motivations individuelles ou collectives. La déconsommation peut être :
- subie (en raison de la pauvreté, d'une crise) ou choisie (pour des raisons éthiques, spirituelles, d'hygiène de vie),
- consciente ou inconsciente.

## Tendances
L'idée de déconsommation semble encouragée par le constat d'épuisement de raréfaction de nombreuses Ressources naturelles non renouvelables, et elle est déjà acceptée ou souhaitée par un nombre croissant de gouvernements et de tendances politiques au moins pour deux domaines, y compris pour des raisons économiques :
- celui de l'eau (qu'on encourage à économiser ou au moins à moins gaspiller) ;
- celui de la consommation d'énergie et des émissions de gaz à effet de serre ; 2050 est la date butoir retenue par la France pour le facteur 4.

En France, la consommation des ménages baisse en 2016 de 0,1% et au premier semestre 2017 de 0,3%, pour la première fois dans un contexte économique positif, signe selon Gaëlle Le Floch d'un « mouvement de fond ».
Le concept de déconsommation et les tendances associées sont analysés dans un essai de Cécile Désaunay publié en 2021 .